# Alfred Cahn
Alfred Cahn (geboren am 27. März 1922 in Speyer; gestorben am 4. Februar 2016 in Milwaukee, Wisconsin) war ein deutschamerikanischer Komponist und Organist.

## Leben
Cahn wuchs als Sohn eines Tabakhändlers in Speyer auf. Er lernte früh Klavier und begann in der Speyrer Synagoge die Gemeinde auf der Orgel zu begleiten. In der Nacht vom 9. auf den 10. November 1938 wurde die Synagoge von SA- und SS-Männern ausgeräumt und in Brand gesteckt. Cahn war als Jude gefährdet und sollte als sogenannter Aktionsjude ins KZ Dachau gebracht werden. Mit Hilfe seines Onkels gelang ihm die Flucht nach Rotterdam und dann später nach Brüssel. Schließlich wurde er doch gefangen genommen und in das Camp de Gurs verbracht. Dort wurde er als Zwangsarbeiter eingesetzt. Er komponierte in Gurs das Lied Wir sind ganz junge Bäumchen, das er mit einem Kinderchor einstudierte und im Internierungslager vortrug.
Ihm gelang anschließend  mit Hilfe des CVJM die Flucht aus dem Lager. Er emigrierte über die Schweiz 1948 in die Vereinigten Staaten, wo er in Milwaukee (Wisconsin) als Komponist, Musiklehrer und Musikdirektor arbeitete. Verfolgung, Gefangenschaft und Flucht sind Teil der Ausstellung Zug der Erinnerung. Cahn war der einzige Überlebende der Deportation Speyrer Juden nach Gurs.
2000 kehrte er in seine alte Heimat zurück. Er führte im Historischen Ratssaal von Speyer das Stück Kol haSchana auf. Schüler des Nikolaus-von-Weis-Gymnasiums führten im selben Jahr das Stück Wir sind ganz junge Bäumchen im Alten Stadtsaal Speyer auf. Cahn, der anwesend war, übernahm dabei das Klavier. Diese Aufnahme ist auf der CD Erinnern – Gedenken – Mahnen (2002) zusammen mit anderen Aufnahmen Cahns erhältlich. Am Gedenktag für die Opfer des Nationalsozialismus 2001 dirigierte er Chor und Orchester des Gymnasiums, dem er freundschaftlich verbunden blieb. Nach 2002 konnte er aus gesundheitlichen Gründen nicht mehr nach Deutschland reisen und verpasste so die Einweihung der Synagoge Beith-Schalom. Das Gymnasium erinnert weiterhin regelmäßig an den Komponisten.

## Diskografie
- 2002: Erinnern – Gedenken – Mahnen (Nikolaus-von-Weis-Gymnasium)